# Sky Radio
Sky Radio est une station de radio privée néerlandaise appartenant à la filiale Talpa Radio du groupe Talpa qui possède également Radio 10, Radio 538 et Radio Veronica.
Elle diffuse de la musique en continu, les seules interruptions étant de la publicité, les nouvelles et la météo, avec principalement de la musique pop des années 1980 à nos jours.

## Histoire
La station de radio Sky Radio est lancée le 30 septembre 1988.

### À l'international
En Allemagne, une station sœur de Sky Radio diffusait dans l'État de Hesse. Sky Radio Hessen, a été créé le 24 décembre 2001, initialement en tant que radio diffusant de la soft pop. Le 5 août 2008, Sky Radio Hessen cesse de diffuser et est remplacée par Radio Bob! au format pop rock.

## Identité visuelle

### Logos

#### Sky Radio Pays-Bas

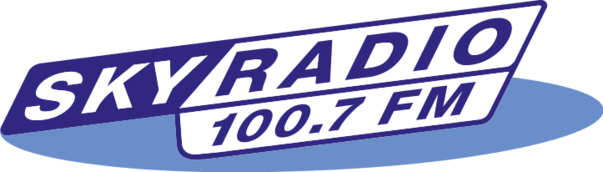
Logo de Sky Radio du 16 avril 1998 au 1er juin 2003
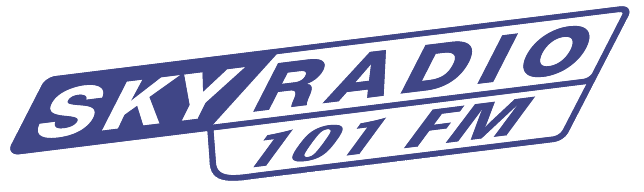
Logo de Sky Radio du 1er juin 2003 au 13 mars 2005
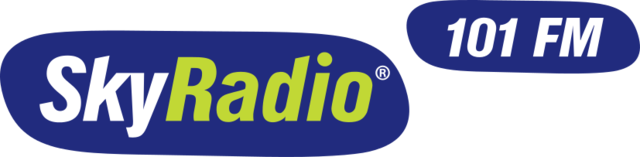
Logo de Sky Radio du 14 mars 2005 au 19 septembre 2012
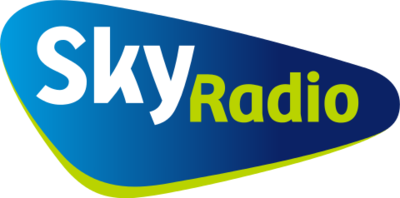
Logo de Sky Radio du 20 septembre 2012 à septembre 2019
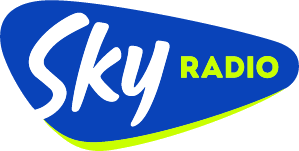
Logo de Sky Radio depuis septembre 2019

#### Sky Radio Hessen

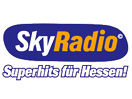
Logo de Sky Radio Hessen du 11 janvier 2005 au 5 août 2008